# FC Steel Trans Ličartovce
Futbalový club Steel Trans Ličartovce (w skrócie FC Steel Trans Ličartovce) – słowacki klub piłkarski, grający niegdyś w drugiej lidze słowackiej, mający siedzibę w mieście Ličartovce.

## Historia
Klub został założony w 1950 roku. W 1996 roku awansował do drugiej ligi słowackiej. W sezonach 2001/2002, 2002/2003, 2003/2004 i 2004/2005 zajmował w niej drugie miejsce. W 2004 roku awansował do finału Pucharu Słowacji, jednak uległ w nim 0:2 zespołowi FC Artmedia Petržalka. W 2005 roku klub połączył się z MFK Košice.

## Sukcesy
- 2. Liga
  - wicemistrzostwo (4): 2001/2002, 2002/2003, 2003/2004, 2004/2005

- Puchar Słowacji
  - finał (1): 2004

## Historyczne nazwy
- 1950 – DŠO Sokol Ličartovce (Dobrovoľná športová organizácia Sokol Ličartovce)
- 1962 – TJ Družstevník Ličartovce (Telovýchovná jednota Družstevník Ličartovce)
- 1992 – FC Plastt Ličartovce (Futbalový club Plastt Ličartovce)
- 1996 – FC Steel Trans Ličartovce (Futbalový club Steel Trans Ličartovce)
- 2004 – fuzja z 1. FC Košice, nazwa niezmieniona
- 2005 – fuzja z MFK Košice, rozwiązanie klubu

## Stadion
Domowe mecze klub rozgrywał na stadionie o nazwie Futbalový štadión Ličartovce, położonym w mieście Ličartovce. Stadion może pomieścić 1600 widzów.